# Ekasdhoo
Ekasdhoo is een van de onbewoonde eilanden van het Shaviyani-atol behorende tot de Maldiven.